# Tramwaje w Arequipie
Tramwaje w Arequipie − zlikwidowany system komunikacji tramwajowej w peruwiańskim mieście Arequipa, działający w latach 1871–1966.

## Historia
Otwarcie linii tramwaju parowego pomiędzy Arequipą a Mollendo nastąpiło w 1871. W 1873 nowa spółka Ferro-Carril Urbano de Arequipa (FCUA) rozpoczęła budowę linii tramwaju konnego. W 1874 zamówiono wagony tramwajowe dla tej linii w Nowym Jorku. 14 marca 1875 nastąpiło otwarcie pierwszej linii tramwaju konnego w mieście. W 1908 Carlos Espejo y Ureta miał prawo do elektryfikacji tramwajów, które w 1911 sprzedał spółce WR Grace Co. z Nowego Jorku, która w Arequipie miała nazwę Tranvía Eléctrico de Arequipa (TEA). Spółka ta w 1912 zamówiła 14 tramwajów 4 różnych typów w JG Brill Co. z Filadelfii. Seria oznaczona nr 300 miała 2 wózki dwuosiowe i drzwi na środku wagonu. Wagony serii 300 miały klasę 1 i 2 z czym że klasa druga miała część otwartą tramwaju.
18 lipca 1913 otwarto pierwszą linię tramwaju elektrycznego, która zaczynała się przy nowym dworcu kolejowym, a kończyła się w Tingo. Linia tramwaju elektrycznego miała szerokość toru 1067 mm. W kolejnych latach sieć tramwajową rozbudowywano. W 1924 TEA zamówiła dwa tramwaje z Brill oznaczone nr 501 i 502. W 1939 zakupiono dwa używane tramwaje Brill z miasta Elmira w Stanach Zjednoczonych. Oznaczono je nr 701 i 702. W 1947 zakupiono dwa używane tramwaje z Nowego Jorku. W 1947 zamknięto linię do Apacheta i w kwietniu 1952 linię do Tingo. Ostatecznie tramwaje Arequipie zlikwidowano 9 stycznia 1966.
System ten został zlikwidowany jako ostatni w Peru.